# Eyjafjarðará

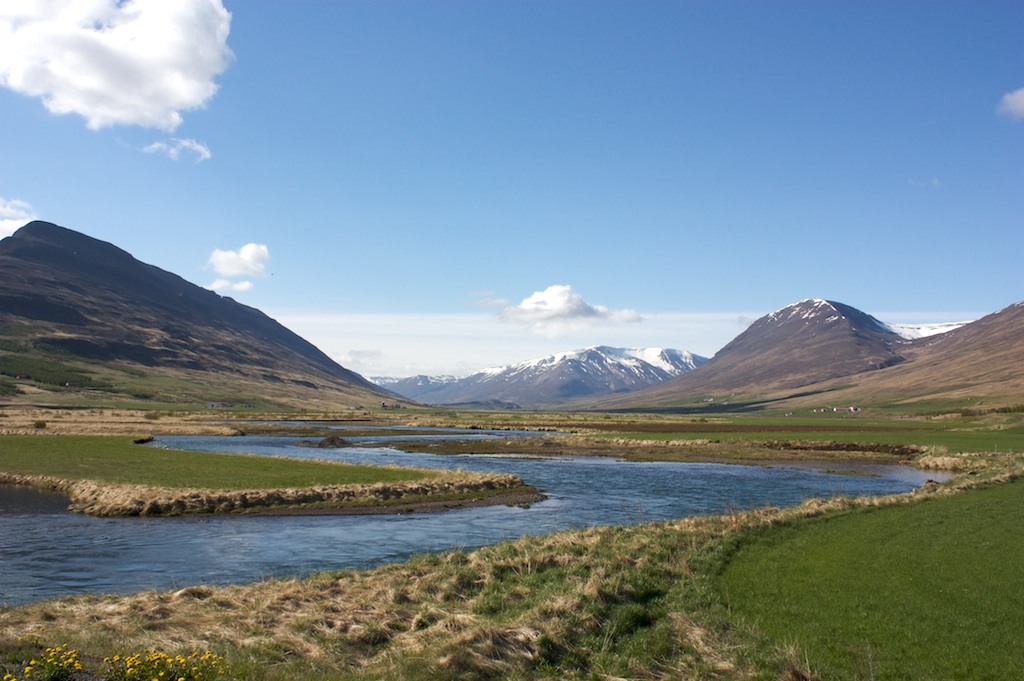
De Eyjafjarðará

De Eyjafjarðará is een rivier in het noorden van IJsland. De rivier heeft haar bron in het hoogland en stroomt na meer dan 60 kilometer bij het vliegveld van Akureyri in het Pollurinn meer om nadien uit te monden in de Eyjafjörður fjord. De plaatsjes Kristnes en Hrafnagil liggen aan deze rivier.